# Tri Nations 2008
Il Tri Nations 2008 (in inglese 2008 Tri Nations Series) fu la 13ª edizione del torneo annuale di rugby a 15 tra le squadre nazionali di Australia, Nuova Zelanda e Sudafrica.
Si tenne dal 5 agosto al 13 settembre 2008 e fu vinto per la nona volta dalla Nuova Zelanda.
Tale edizione del torneo vide anche l'adozione sperimentale di alcune variazioni regolamentari note come Regole di Stellenbosch (in inglese Stellenbosch Laws) dal nome dell'università di Stellenbosch, in Sudafrica, dove furono collaudate nel 2006 dall'IRB; per garantirne una corretta applicazione furono designati a dirigere incontri del torneo solo arbitri dell'Emisfero Sud, già formati alle nuove norme.
L'incontro decisivo fu quello di chiusura del torneo a Brisbane tra Australia e Nuova Zelanda: gli Wallabies, indietro di due punti in classifica, avrebbero dovuto vincere per sopravanzare gli All Blacks, ma l'incontro, combattuto e altalenante, vide questi ultimi vincere partita, torneo e anche la Bledisloe Cup.
Per la Nuova Zelanda si trattò della nona affermazione in tredici edizioni.
Il valore delle marcature, come stabilito dall’IRFB nel 1992, era: 5 punti per ciascuna meta (7 se trasformata), 3 punti per la realizzazione di ciascun calcio piazzato, idem per il drop.

## Nazionali partecipanti e sedi
| Squadra       | Città                              | Impianto interno                                       |
| ------------- | ---------------------------------- | ------------------------------------------------------ |
| Australia     | Brisbane Subiaco Sydney            | Lang Park Subiaco Oval Stadium Australia               |
| Nuova Zelanda | Auckland Dunedin Wellington        | Eden Park Carisbrook Regional Stadium                  |
| Sudafrica     | Città del Capo Durban Johannesburg | Newlands Stadium Kings Park Stadium Ellis Park Stadium |

## Risultati
| Arbitro: | Stuart Dickinson |

|                          |      |            |
| Kaino 45’                | mt   | 37’ Habana |
| Carter 45’               | tr   |            |
| Carter 5’, 21’, 29’, 71’ | c.p. | 6’ James   |

| Arbitro: | Matt Goddard |

|                                           |      |                                         |
| Lauaki 57’                                | mt   | 32’ Pietersen 75’ Januarie              |
| Carter 57’                                | tr   | 75’ F. Steyn                            |
| Carter 4’, 19’, 27’, 40’, 74’ C. Smith 9’ | c.p. | 11’, 18’, 21’ Montgomery 62’, 67’ James |
| Carter 65’                                | drop | 36’ James                               |

| Arbitro: | Bryce Lawrence |

|                         |      |                            |
| Tuqiri 36’ Mortlock 46’ | mt   |                            |
| Giteau 53’              | c.p. | 5’, 74’ F. Steyn 55’ James |
| Barnes 79’              | drop |                            |

| Arbitro: | Craig Joubert |

|                                           |      |                                    |
| Cross 10’ Hynes 31’ Elsom 55’ Horwill 74’ | mt   | 24’ Muliaina 39’ A. Hore 45’ Ellis |
| Giteau 10’, 31’, 55’, 74’                 | tr   | 39’, 45’ Carter                    |
| Giteau 6’                                 | c.p. |                                    |
| Giteau 70’                                | drop |                                    |

| Arbitro: | Mark Lawrence |

|                                 |      |                   |
| Woodcock 21’, 24’ Nonu 45’, 80’ | mt   | 32’ Ashley-Cooper |
| Carter 24’, 45’                 | tr   | 32’ Giteau        |
| Carter 6’, 14’, 39’, 58’, 65’   | c.p. | 4’ Giteau         |

| Arbitro: | Matt Goddard |

|  |    |                                 |
|  | mt | 6’ Smith 66’ Carter 74’ Mealamu |
|  | tr | 66’, 74’ Carter                 |

| Arbitro: | Lyndon Bray |

|                 |      |                                         |
| Jacobs 64’, 71’ | mt   | 27’ B. Robinson 60’ Tuqiri 66’ Mortlock |
| Montgomery 64’  | tr   | 27’, 60’, 66’ Giteau                    |
| James 43’       | c.p. | 8’, 49’ Giteau                          |

| Arbitro: | Bryce Lawrence |

|                                                                           |      |              |
| Bekker 8’ Nokwe 12’, 25’, 35’, 49’ Jacobs 44’ R. Pienaar 68’ Ndungane 78’ | mt   | 55’ Mitchell |
| James 8’, 35’, 45’ Montgomery 68’, 78’                                    | tr   |              |
| James 20’                                                                 | c.p. | 5’ Giteau    |

| Arbitro: | Jonathan Kaplan |

|                                         |      |                                                |
| Ashley-Cooper 40’ Horwill 44’ Cross 78’ | mt   | 12’ Muliaina 49’ Woodcock 61’ Weepu 66’ Carter |
| Giteau 40’, 44’, 78’                    | tr   | 12’, 49’, 61’, 66’ Carter                      |
| Giteau 22’                              | c.p. |                                                |

## Classifica
| Pos | Squadra       | G | V | N | P | PF  | PS  | DP  | BMP | Pt |
| --- | ------------- | - | - | - | - | --- | --- | --- | --- | -- |
| 1   | Nuova Zelanda | 6 | 4 | 0 | 2 | 152 | 106 | +46 | 3   | 19 |
| 2   | Australia     | 6 | 3 | 0 | 3 | 119 | 163 | −44 | 2   | 14 |
| 3   | Sudafrica     | 6 | 2 | 0 | 4 | 115 | 117 | −2  | 2   | 10 |